# Borgholm (hrad)
Borgholmský hrad je zřícenina hradu ve švédském Borgholmu na ostrově Öland v Baltském moři. Původní tvrz byla postavena v druhé polovině 12. století a v pozdějších dobách několikrát přestavěna. Za vlády Jana III., patrona záhadných bratrů Pahrů (čtyř inženýrů a architektů z Milána), získal hrad gotický ráz a stal se příkladem italského stylu bastionů.
Hrad byl zničen při požáru dne 14. října 1806.